# 官亭镇 (宕昌县)
官亭镇，是中华人民共和国甘肃省陇南市宕昌县下辖的一个乡镇级行政单位。

## 行政区划
官亭镇下辖以下地区：
王山村、官亭村、桃园村、赵家沟村、董家山村、贾家山村、滑石关村、天池村、峪里村、蒿古堆村、王家村、邓桥村、大村、石坪村、湾子村、杜家村、付家村、张坪村和仇家山村。